# Azeta
Azeta es un género de lepidópteros perteneciente a la familia Erebidae. Es originario de América.

## Especies
- Azeta repugnalis (Hübner, 1825)
- Azeta schausi Barnes & Benjamin, 1924
- Azeta versicolor Fabricius, 1794